# Kurt Beck
Kurt Beck (ur. 5 lutego 1949 w Bad Bergzabern) – niemiecki polityk, działacz Socjaldemokratycznej Partii Niemiec i jej przewodniczący w latach 2006–2008, od 1994 do 2013 premier Nadrenii-Palatynatu, przewodniczący Fundacji im. Friedricha Eberta.

## Życiorys
W latach 1963–1966 kształcił się w zawodzie elektromechanika, później uczył się w szkole wieczorowej. Odbył służbę wojskową, po czym pracował jako technik elektronik w rodzinnej miejscowości, działał także w radach pracowniczych.
W 1972 wstąpił do Socjaldemokratycznej Partii Niemiec. W latach 1973–1994 był radnym powiatu Südliche Weinstraße. Od 1989 do 1994 pełnił funkcję burmistrza gminy Steinfeld. Od 1979 wybierany do landtagu kraju związkowego Nadrenia-Palatynat. W parlamencie tym zasiadał do 2013. Pełnił różne funkcje w strukturach partii i frakcji deputowanych, którą kierował w latach 1991–1993. W 1993 stanął na czele SPD w swoim kraju związkowym, przewodniczył tym strukturom nieprzerwanie do 2012.
W październiku 1994 zastąpił Rudolfa Scharpinga na stanowisku premiera Nadrenii-Palatynatu. Reelekcję na ten urząd uzyskiwał po wyborach w 1996, 2001, 2006 i 2011. W kadencji 2000–2001 był jednocześnie przewodniczącym Bundesratu. Od 2003 do 2006 pełnił funkcję wiceprzewodniczącego SPD. W kwietniu 2006 czasowo stanął na czele socjaldemokratów, gdy z funkcji tej z powodów zdrowotnych ustąpił Matthias Platzeck. W następnym miesiącu został wybrany na przewodniczącego swojego ugrupowania. Zrezygnował z kierowania partią 7 września 2008, gdy SPD jako swojego kandydata na kanclerza wskazała Franka-Waltera Steinmeiera (utożsamianego z przeciwnym skrzydłem ugrupowania). We wrześniu 2012 zapowiedział odejście z funkcji premiera Nadrenii-Palatynatu, rekomendując na swoją następczynię Malu Dreyer. Zakończył urzędowanie w styczniu 2013. Wcześniej w 2012 stanął na czele Fundacji im. Friedricha Eberta, którą kierował do 2020.
Odznaczony m.in. Krzyżem Wielkim Orderu Zasługi Republiki Federalnej Niemiec i Legią Honorową II klasy, wyróżniony tytułem honorowego obywatela województwa opolskiego.